# J'ai volé ton nez

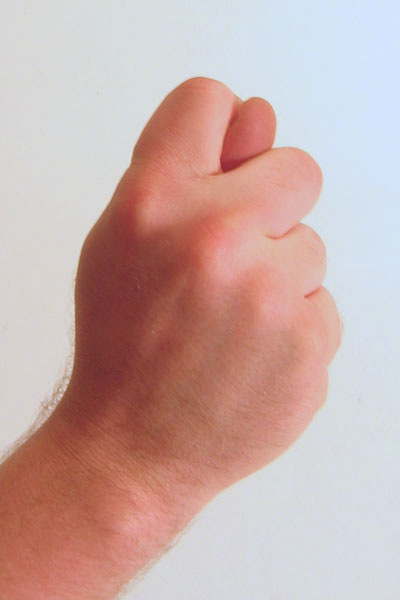
Geste de la figue dans « J'ai volé ton nez » : le pouce représente le nez.

« J'ai volé ton nez » est un jeu de main ainsi qu'un jeu enfantin au cours duquel une personne feint de voler le nez d'une autre personne, en général un enfant. Il peut être vu comme un exemple d'apprentissage de la tromperie ludique.

## Description
Pour jouer à « J'ai volé ton nez », la première personne — celle qui vole — ferme son poing, et met l'index et le majeur de part et d'autre du nez de l'enfant. Le poing est ensuite retiré du visage de l'enfant, le pouce surgit d'entre les deux doigts dans le geste de la figue : il représente le nez volé. Ce mouvement est souvent accompagné par une phrase du type « J'ai volé ton nez ! ».
L'enfant peut poursuivre le voleur de nez pour récupérer son nez ou peut riposter (en volant le nez du voleur). Le « nez » peut alors être rendu en appuyant le pouce sur le nez de l'enfant.

## Particularisme culturel
Dans certaines cultures, le geste du « J'ai volé ton nez » s'apparente au geste de la figue qui est considéré comme obscène. C'est le cas, notamment, en Corée du Sud, en Amérique centrale, au Japon et en Turquie.